# Лонгв'ю (Іллінойс)
Лонгв'ю (англ. Longview) — селище (англ. village) в США, в окрузі Шампейн штату Іллінойс. Населення — 112 особи (2020).

## Географія
Лонгв'ю розташований за координатами 39°53′9″ пн. ш. 88°3′59″ зх. д. / 39.88583° пн. ш. 88.06639° зх. д. (39.885943, -88.066272).  За даними Бюро перепису населення США в 2010 році селище мало площу 0,64 км², уся площа — суходіл.

## Демографія
Згідно з переписом 2010 року, у селищі мешкали 153 особи в 57 домогосподарствах у складі 41 родини. Густота населення становила 239 осіб/км².  Було 65 помешкань (101/км²).
Расовий склад населення:
| - 98,0 % — білих - 0,7 % — корінних американців |

До двох чи більше рас належало 1,3 %. Частка іспаномовних становила 2,0 % від усіх жителів.
За віковим діапазоном населення розподілялося таким чином: 30,1 % — особи молодші 18 років, 58,8 % — особи у віці 18—64 років, 11,1 % — особи у віці 65 років та старші. Медіана віку мешканця становила 33,8 року. На 100 осіб жіночої статі у селищі припадало 93,7 чоловіків;  на 100 жінок у віці від 18 років та старших — 91,1 чоловіків також старших 18 років.
Середній дохід на одне домашнє господарство  становив 43 389 доларів США (медіана — 43 125), а середній дохід на одну сім'ю — 54 649 доларів (медіана — 51 458). За межею бідності перебувало 9,6 % осіб, у тому числі 12,8 % дітей у віці до 18 років та 0,0 % осіб у віці 65 років та старших.
Цивільне працевлаштоване населення становило 58 осіб. Основні галузі зайнятості: освіта, охорона здоров'я та соціальна допомога — 39,7 %, науковці, спеціалісти, менеджери — 22,4 %, роздрібна торгівля — 6,9 %, виробництво — 6,9 %.